# Stejar brumăriu

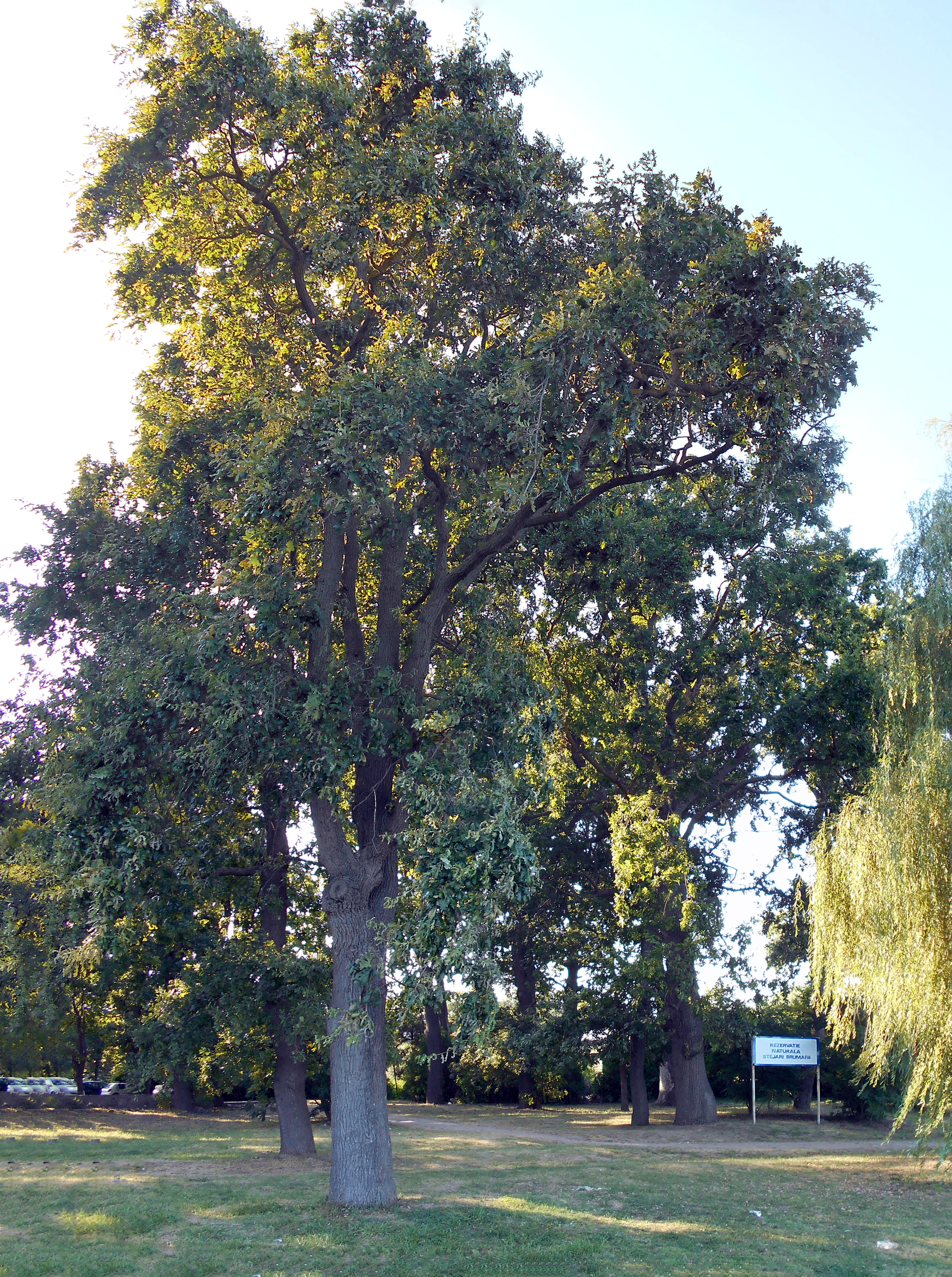
Rezervația naturală de stejari brumării din staţiunea Neptun

Stejar brumăriu (Quercus pedunculiflora K. Koch),  arbore indentificat în România în 1936, cu areal întins în silvostepă unde formează arborete pure sau în amestec cu cer și gârniță, tei, cărpiniță în Dobrogea. În pădurile de pe grindul Letea, Delta Dunării este bine dezvoltat.